# Norberto Fontana
Norberto Fontana (* 20. Januar 1975 in Arrecifes) ist ein argentinischer Automobilrennfahrer, der u. a. für kurze Zeit in der  Formel 1 startete.

## Karriere
Fontana fuhr lange Zeit Kart. 1992 wurde er in der argentinischen Formel Renault Meister. 1993 wurde er Meister in der Schweizer Formel Ford. Im gleichen Jahr fuhr er bereits in der europäischen Formel Ford und wurde in der Gesamtwertung Dritter. 1994 startete er in der deutschen Formel-3-Meisterschaft. Fontana beendete die Saison auf dem 6. Platz. 1995 wurde er Formel-1-Testfahrer bei Sauber und Meister der deutschen Formel 3. 1996 war er weiter Testfahrer bei Sauber und fuhr zugleich Rennen in der Formel Nippon und bei der Internationalen Formel-3000-Meisterschaft.
Fontana startete bei vier Formel-1-Rennen in der Saison 1997 für das Sauber-Team. Sein erstes Rennen war der Große Preis von Frankreich, bei dem er nach einem Fahrfehler ausfiel. Beim Großen Preis von Großbritannien und beim Großen Preis von Deutschland erreichte er mit jeweils dem neunten Platz seine besten Platzierungen. Nach seinem vierten Grand-Prix-Rennen beim Großen Preis von Europa schied er aus der Formel 1 aus.
Anschließend fuhr Fontana 1997 und 1998 wieder in der Formel Nippon. 1999 fuhr er in der Internationalen Formel-3000-Meisterschaft und belegte am Jahresende den 15. Rang. Im Jahr 2000 bestritt er einige Rennen bei der Champ Car World Series. Parallel hierzu fuhr er in der argentinischen Tourenwagen-Meisterschaft einen Toyota. 2001 nahm er an drei Rennen der Internationalen Formel-3000-Meisterschaft teil.
Von 2002 bis 2010 fuhr er erneut in der argentinischen Tourenwagen-Meisterschaft. 2002 und 2010 wurde er auf einem Toyota Meister dieser Serie.

## Statistik

### Statistik in der Formel-1-Weltmeisterschaft

#### Gesamtübersicht
| Saison | Team                     | Chassis    | Motor            | Rennen | Siege | Zweiter | Dritter | Poles | schn. Rennrunden | Punkte | WM-Pos. |
| ------ | ------------------------ | ---------- | ---------------- | ------ | ----- | ------- | ------- | ----- | ---------------- | ------ | ------- |
| 1997   | Red Bull Sauber Petronas | Sauber C16 | Petronas 3.0 V10 | 4      | –     | –       | –       | –     | –                | –      | 23.     |
| Gesamt | Gesamt                   | Gesamt     | Gesamt           | 4      | –     | –       | –       | –     | –                | –      |         |

#### Einzelergebnisse
| Saison | 1 | 2 | 3 | 4 | 5 | 6 | 7   | 8 | 9 | 10 | 11 | 12 | 13 | 14 | 15 | 16 | 17 |
| ------ | - | - | - | - | - | - | --- | - | - | -- | -- | -- | -- | -- | -- | -- | -- |
| 1997   |   |   |   |   |   |   |     |   |   |    |    |    |    |    |    |    |    |
|        |   |   |   |   |   |   | DNF | 9 | 9 |    |    |    |    |    |    | 14 |    |

| Legende  | Legende            | Legende                                                          |
| Farbe    | Abkürzung          | Bedeutung                                                        |
| -------- | ------------------ | ---------------------------------------------------------------- |
| Gold     | –                  | Sieg                                                             |
| Silber   | –                  | 2. Platz                                                         |
| Bronze   | –                  | 3. Platz                                                         |
| Grün     | –                  | Platzierung in den Punkten                                       |
| Blau     | –                  | Klassifiziert außerhalb der Punkteränge                          |
| Violett  | DNF                | Rennen nicht beendet (did not finish)                            |
| Violett  | NC                 | nicht klassifiziert (not classified)                             |
| Rot      | DNQ                | nicht qualifiziert (did not qualify)                             |
| Rot      | DNPQ               | in Vorqualifikation gescheitert (did not pre-qualify)            |
| Schwarz  | DSQ                | disqualifiziert (disqualified)                                   |
| Weiß     | DNS                | nicht am Start (did not start)                                   |
| Weiß     | WD                 | zurückgezogen (withdrawn)                                        |
| Hellblau | PO                 | nur am Training teilgenommen (practiced only)                    |
| Hellblau | TD                 | Freitags-Testfahrer (test driver)                                |
| ohne     | DNP                | nicht am Training teilgenommen (did not practice)                |
| ohne     | INJ                | verletzt oder krank (injured)                                    |
| ohne     | EX                 | ausgeschlossen (excluded)                                        |
| ohne     | DNA                | nicht erschienen (did not arrive)                                |
| ohne     | C                  | Rennen abgesagt (cancelled)                                      |
| ohne     | keine WM-Teilnahme |                                                                  |
| sonstige | P/fett             | Pole-Position                                                    |
| sonstige | 1/2/3/4/5/6/7/8    | Punktplatzierung im Sprint-/Qualifikationsrennen                 |
| sonstige | SR/kursiv          | Schnellste Rennrunde                                             |
| sonstige | *                  | nicht im Ziel, aufgrund der zurückgelegten Distanz aber gewertet |
| sonstige | ()                 | Streichresultate                                                 |
| sonstige | unterstrichen      | Führender in der Gesamtwertung                                   |